# Mega Man 8
Mega Man 8 (jap. ロックマン8 メタルヒーローズ Rockman 8 Eito Metaru Hīrōzu) – komputerowa gra platformowa na konsole PlayStation i Sega Saturn oraz stworzona i wyprodukowana przez firmę Capcom. Jest to ósma część gry z serii Mega Man na platformy PlayStation i Sega Saturn.

## Fabuła
Akcja gry rozgrywa się w futurystycznej przyszłości w XXI wieku w roku "20XX" i kontynuuje dalszą historię Mega Mana, głównego bohatera gier z serii Mega Man. Gra rozpoczyna się filmikiem zaprezentowanym w stylu anime w przestrzeni kosmicznej, w którym obce roboty toczą ze sobą pojedynek i w wyniku eksplozji obaj spadają na Ziemię. Tymczasem Mega Man wraz ze swoim mechanicznym psem Rushem zostaje poinformowany przez Dr. Lighta, aby zbadać dziwne odczyty energii na pobliskiej wyspie. Po przybyciu na wyspę odnajduje podstępnego naukowca Dr. Wily'ego, który odlatuje z dziwną purpurową kulą, a także widzi uszkodzonego robota i prosi swojego twórcę, aby go podniósł i spróbował go naprawić. Następnie Dr. Wily wypuszcza czterech Mistrzów Robotów (Frost Man, Tengu Man, Clown Man i Grenade Man) do walki z Mega Manem. Niebieski robot podejmuje się tego zadania i wyrusza do walki.
Po pokonaniu wszystkich czterech Mistrzów Robotów powraca do laboratorium Dr. Lighta. Twórca informuje Mega Manowi, że z robotem wszystko powinno być dobrze, a następnie obaj opuszczają pomieszczenie. Po chwili robot budzi się, widzi purpurową energię, jest wściekły i odlatuje w dal. Mega Man wyrusza do kopalni i spotyka Proto Mana, który mówi mu, że Dr. Wily znajduje się w podziemnej wieży. Niebieski robot idzie w przód, ale zostaje schwytany przez gigantycznego robota. Z opresji ratuje go tajemniczy robot i przedstawia się jako Duo, a także ujawnia jego przeznaczenie. Duo wyjaśnia mu, że purpurowe kule to zła energia. Jednakże, wieża Wily'ego posiada barierę, która zapobiega źródło energii. Mega Man postanawia wyruszyć do walki z czterema pozostałymi Mistrzami Robotów (Astro Man, Sword Man, Search Man i Aqua Man).
Po pokonaniu wszystkich Mistrzów Robotów, bariera wieży Dr. Wily'ego zostaje uniesiona. Mega Man udaje się do pomieszczenia i pokonuje hordy robotów, w tym jego rywala Bassa, a w ostatecznej bitwie staje do walki ze złym naukowcem. Po rozprawieniu się z Dr. Wilym, Mega Man zostaje zainfekowany złą energią, a następnie zostaje przywrócony do życia przez Duo.